# گرسک پایین
گرسک پایین، روستایی از توابع بخش اطاقور شهرستان لنگرود در استان گیلان ایران است. این روستا در دهستان لات لیل قرار دارد. اقامتگاه بومگردی کیاتاج و مجموعه اقامتی بومگردی وارنا در این روستا قرار دارد. روستای گرسک از شمال به دهستان لات لیل، از شرق به روستای شصتنرود، از جنوب به روستای پیشکوه و از غرب به روستای گرسک بالا و کردسراکوه متصل میباشد. گرسک در کیلومتر هفت جاده املش به بلوردکان قرار دارد ، شغل اکثریت مردم روستا کشاورزی و دامداری میباشد. محصولات کشاورزی این روستا به ترتیب چای ، برنج ، مرکبات و گردو میباشد. 

## جمعیت
براساس سرشماری مرکز آمار ایران سرشماری عمومی نفوس و مسکن (1385) ، جمعیت آن 372 نفر (86 خانوار) بوده است، اما جمعیت امروز به تاریخ اول زمستان 1398 به تعداد 269 نفر (98)بوده‌ است.